# Милячі
Ми́лячі — проміжна залізнична станція 5 класу Рівненської дирекції Львівської залізниці.
Розташована у селі Біле Дубровицького району Рівненської області на лінії Сарни — Удрицьк між станціями Дубровиця (14 км) та Удрицьк (11 км).

## Історія
Станцію було відкрито 1897 року на вже існуючій залізниці Рівне — Сарни — Лунинець. Мала назву Бяла-над-Горинем.
Сучасна назва вживається з 1-ї половини 1980-х років (після 1981 року). На станції зупиняються лише приміські потяги.